# 착한남자, 이영우
《착한남자, 이영우》는 KBS2에서 2001년 10월 14일에 방영한 드라마시티다.
이 드라마는 어릴 적부터 친구였던 남녀의 엇갈린 사랑 이야기이며, ‘떨림’, ‘슬픈 기대’, ‘너에게 난 무엇이었을까’, ‘그대에게 가는 길을 나는 모른다’ 등 네 가지의 소제목으로 나누어져 있다.

## 출연진

### 주요 인물
- 이서진 : 이영우 역 (아역 : 김민우)
- 김여진 : 오정애 역 (아역 : 이현지)
- 황범식 : 정애의 집안어른 역
- 허정규 : 박태만 역 - 정애의 대학 선배이자 남편
- 최정원 : 김미희 역 - 영우와 정애의 친구
- 김준모 : 카페 주인 역
- 김애란 : 카페 안주인 역

### 그 외
- 주부진 : 정애의 친정어머니 역